# Hydrox
Hydrox is een mengsel van waterstofgas en zuurstofgas dat wordt gebruikt in het beroepsduiken als ademgas tijdens zeer diepe duiken. Hydrox staat duiken tot op enkele honderden meter toe.

## Geschiedenis
Alhoewel er eerder gebruik van het gas is gerapporteerd, wordt het eerste gebruik tijdens duiken meestal toegeschreven aan de Zweedse Ingenieur Arne Zetterström tijdens proeven in 1945.
Zetterström liet zien dat waterstof goed te gebruiken is tot op grote diepte. Door een fout in de apparatuur stierf hij tijdens de demonstratieduik. Verder onderzoek naar het gebruik van waterstof liet daarna enkele jaren op zich wachten. 
De Amerikaanse marine pakte het onderzoek weer op, waarna Compagnie Maritime d'Expertises (COMEX) volgde. COMEX ontwikkelde procedures die duiken tussen de 500-700 meter toestond door gas mengsels als Hydrox en Hydreliox (waterstof-helium-zuurstof)